# FM-omroep
De FM-omroep verzorgt radio-uitzendingen waarbij frequentiemodulatie (FM) gebruikt wordt. Door de toepassing van FM was het mogelijk grotere bandbreedten te gebruiken en zo hifi-geluid te leveren. Ook kan met FM een betere storingsonderdrukking verkregen worden.
Nederland kent FM-radio sinds 1954, toen de regering besloot tot de uitbouw van een netwerk van FM-zenders. De eerste FM-zender die in bedrijf werd genomen was die van Hulsberg in juni van dat jaar.
In België begon het NIR met proefuitzendingen vanuit Brussel op de FM-band in november 1947.

## Gebruikte frequentiebanden
De frequentieband die voor FM-omroep gebruikt wordt, varieert over de wereld, maar valt wel altijd binnen het VHF-bereik. De voor FM-omroep beschikbare frequenties zijn bepaald op een aantal ITU-conferenties. Een mijlpaal daarbij was de Stockholm-overeenkomst in 1961 tussen 38 landen. Wereldwijd vinden nagenoeg alle uitzendingen plaats in Band II, de zogenaamde FM-band. Dit is de frequentieband van 87,50 tot 108,00 MHz. De kanaalafstand, en daarmee de bandbreedte van een kanaal, is 20 kHz.
Uitzonderingen zijn onder andere:
- Voor 1945 gebruikte men in de Verenigde Staten een andere FM-band, ook wel 'Pre War FM' genoemd. De frequenties lagen tussen de 42,00 en 50,00 MHz. Kort na de Tweede Wereldoorlog is er besloten om de huidige FM-frequenties te gaan gebruiken.
- In de Verenigde Staten wordt uitgezonden tussen 87,80 en 108,00 MHz, een iets kleinere band dus.
- In Japan wordt in plaats van de FM-band de frequentieband van 76,00 tot 90,00 MHz gebruikt, met een kanaalafstand van 100 kHz.
- In Rusland en sommige voormalige Oostbloklanden gebruikt men de OIRT-FM-band. De frequenties liggen tussen 65,00 tot 74,00 MHz met een kanaalafstand van 30 kHz. Reden daarvoor was om ontvangst van Westerse zenders te bemoeilijken. De meeste landen hebben de OIRT-FM-band afgeschaft en gebruiken dezelfde FM-band als het westen (87,50 tot 108,00 MHz).

De frequentie van een FM-zendstation is meestal een exact veelvoud van 100 kHz. In het grootste deel van Amerika en het Caribische gebied, worden alleen de oneven veelvouden gebruikt. In sommige delen van Europa, Groenland en Afrika worden alleen de even veelvouden gebruikt. In Italië worden "half-kanaals" veelvouden van 50 kHz gebruikt. Hiernaast zijn er in bepaalde landen diverse andere, minder gebruikelijke, standaarden, onder andere veelvouden van 1, 10, 30, 74 en 300 kHz.

## Technische karakteristieken
In 1961 heeft de FCC een standaard voor stereo-FM aangenomen.
Omdat mono-radio-ontvangers ook de stereo-uitzendingen goed moesten kunnen ontvangen, is het volgende schema aangenomen: het linker (L) en rechter (R) kanaal werden opgeteld tot de som M = L + R2 en van elkaar afgetrokken tot het verschil S = L − R2 en op een 38 kHz-signaal gemoduleerd bij het signaal gevoegd. Een mono-ontvanger gebruikt alleen het M-signaal. Een stereo-ontvanger haalt met behulp van een stereodecoder de L- en R-kanalen uit: L = M+S en R = M−S. Om dit decoderen mogelijk te maken wordt nog een 19 kHz-piloottoon (de halve modulatiefrequentie) bij het signaal gevoegd. Hiermee kan de 38 kHz-draaggolf van het S-signaal gereconstrueerd worden. In de ontvanger wordt alles boven de 15 kHz uit het weer te geven signaal gefilterd. Doordat storingen bij een grotere bandbreedte meer doorgelaten worden, is stereo-ontvangst gevoeliger voor ruis.
Aan FM-uitzendingen kan digitale informatie meegeleverd worden in het RDS-signaal. RDS levert 1187,5 bits per seconde, en is daarmee alleen geschikt voor tekst.
In sommige landen zijn kleine zenders toegestaan die het signaal van bijvoorbeeld een mp3-speler of draadloze microfoon uitzenden, zodat deze op een FM-radio te horen is.

## Kanaalindeling
De FM-band is ook onderverdeeld in kanaalnummers. In de onderstaande tabel is de draaggolffrequentie (middenfrequentie) gekoppeld aan een kanaalnummer. Elk kanaalnummer komt overeen met een frequentie die een veelvoud is van 300 kHz. Op oude radio's worden deze kanaalnummers vaak op de afstemschaal vermeld. Kanaalnummers worden nauwelijks meer toegepast, in plaats daarvan wordt de frequentie (in MHz) gepubliceerd. Een zender heeft niet altijd een frequentie meer die een veelvoud is van 300 kHz.
| kanaal | frequentie |    | kanaal   | frequentie |           | kanaal | frequentie |  | kanaal | frequentie |
| 1      | 87,5 MHz   | 19 | 92,7 MHz | 37         | 98,1 MHz  | 55     | 103,5 MHz  |  |        |            |
| 2      | 87,6 MHz   | 20 | 93,0 MHz | 38         | 98,4 MHz  | 56     | 103,8 MHz  |  |        |            |
| 3      | 87,9 MHz   | 21 | 93,3 MHz | 39         | 98,7 MHz  | 57     | 104,1 MHz  |  |        |            |
| 4      | 88,2 MHz   | 22 | 93,6 MHz | 40         | 99,0 MHz  | 58     | 104,4 MHz  |  |        |            |
| 5      | 88,5 MHz   | 23 | 93,9 MHz | 41         | 99,3 MHz  | 59     | 104,7 MHz  |  |        |            |
| 6      | 88,8 MHz   | 24 | 94,2 MHz | 42         | 99,6 MHz  | 60     | 105,0 MHz  |  |        |            |
| 7      | 89,1 MHz   | 25 | 94,5 MHz | 43         | 99,9 MHz  | 61     | 105,3 MHz  |  |        |            |
| 8      | 89,4 MHz   | 26 | 94,8 MHz | 44         | 100,2 MHz | 62     | 105,6 MHz  |  |        |            |
| 9      | 89,7 MHz   | 27 | 95,1 MHz | 45         | 100,5 MHz | 63     | 105,9 MHz  |  |        |            |
| 10     | 90,0 MHz   | 28 | 95,4 MHz | 46         | 100,8 MHz | 64     | 106,2 MHz  |  |        |            |
| 11     | 90,3 MHz   | 29 | 95,7 MHz | 47         | 101,1 MHz | 65     | 106,5 MHz  |  |        |            |
| 12     | 90,6 MHz   | 30 | 96,0 MHz | 48         | 101,4 MHz | 66     | 106,8 MHz  |  |        |            |
| 13     | 90,9 MHz   | 31 | 96,3 MHz | 49         | 101,7 MHz | 67     | 107,1 MHz  |  |        |            |
| 14     | 91,2 MHz   | 32 | 96,6 MHz | 50         | 102,0 MHz | 68     | 107,4 MHz  |  |        |            |
| 15     | 91,5 MHz   | 33 | 96,9 MHz | 51         | 102,3 MHz | 69     | 107,7 MHz  |  |        |            |
| 16     | 91,8 MHz   | 34 | 97,2 MHz | 52         | 102,6 MHz | 70     | 108,0 MHz  |  |        |            |
| 17     | 92,1 MHz   | 35 | 97,5 MHz | 53         | 102,9 MHz |        |            |  |        |            |
| 18     | 92,4 MHz   | 36 | 97,8 MHz | 54         | 103,2 MHz |        |            |  |        |            |

## Toekomst

### Nederland
Het is de bedoeling dat in de toekomst de FM-band in Nederland wordt vervangen door DAB+. De landelijke publieke radiozenders van de NPO, regionale en landelijke commerciële radiozenders,  zenden hun programma's ook al gelijktijdig uit via FM en DAB+. 
In juli 2023 heeft de Rijksoverheid een veiling gehouden voor de herverdeling van de landelijke commerciële FM ether frequenties. Voor de landelijke FM frequenties van de publieke radiozenders van de NPO verandert er niets.
De herverdeling van deze frequenties is ingegaan per 1 september 2023 met een looptijd van 12 jaar.
Een realistische termijn voor afschakeling van FM lag grofweg in de periode tussen 2027 en 2032.
Door de herverdeling van de landelijke commerciële FM frequenties en volgens een recent onderzoek van Audify (de marketingorganisatie van de landelijke publieke en commerciële radiozenders) in juli 2023, luistert nog maar 13 procent naar de radio via DAB+, tegenover 35 procent via de FM. 
Op 20 mei 2025 is de overheidsdienst Rijksinspectie Digitale Infrastructuur (RDI) de veiling van de regionale, commerciële FM frequenties  gestart. Voor de publieke regionale radiozenders verandert er niets. De looptijd na de veiling en de herverdeling van de FM frequenties is minimaal 10 jaar.
De verwachting is dat ook ná 2035 de FM nog het meest in gebruik is.

### België
In België is DAB+ sedert 2019 volledig in de praktijk gebracht voor de publieke omroep en de grote commerciële landelijke radiozenders, naast hun FM-kanalen.  Sinds februari 2022 zenden ook tal van lokale radiostations naast FM ook via DAB+ uit.  Elke provincie heeft een eigen 'lokaal' DAB+ kanaal.  Lokale stations in Antwerpen zitten op kanaal 10A, Vlaams-Brabant 10B, Oost-Vlaanderen 10C.  West-Vlaanderen en Limburg zitten op kanaal 10D.  Deze provincies liggen ver genoeg uit elkaar zodat men dezelfde frequentie kan gebruiken. 
In België (Vlaanderen) is het luistervolume via digitale radio-uitzendingen tussen 2018 en 2021 gestegen van 21 naar 41%. De mediaregelgeving bepaalt dat er bij een digitaal luisterbereik van 50% een afschakeldatum voor de FM-frequentieband wordt vastgelegd. Voor de landelijke FM-frequenties zal in 2027 beslist worden of er kán worden afgeschakeld op 1 januari 2028, anders schuift de afschakeldatum op naar 2031.

## Trivia
- Naar analogie van de lange golf, korte golf en middengolf, waarop AM-zenders te horen zijn, wordt de FM-band ook wel ultrakorte golf genoemd. Op Duitse radio's wordt dit aangegeven met UKW (Ultrakurzwelle). De Engelse afkorting luidt VHF (very high frequency, 'zeer hoge frequentie'). In het dagelijks spraakgebruik wordt altijd gesproken over FM.
- Een aantal radiostations hanteren de letters FM in de naam om commerciële redenen, bijvoorbeeld NPO 3FM, hoewel deze stations langs andere wegen ontvangen kunnen worden (zoals digitale radio).